# Tverlandet Station
Tverlandet Station (Tverlandet stasjon eller Tverlandet holdeplass) er en jernbanestation på Nordlandsbanen, der ligger ved byområdet Løding i Bodø kommune i Norge. Stationen består af et spor og en perron med et læskur samt en parkeringsplads.
Da banen blev forlænget fra Fauske til Bodø havde der været planer om en station her, men det blev kun til en læsseplads ved 710,75 km. I begyndelsen af 1980'erne kom der atter planer frem om en station, men finansieringen kom først med i Statsbudgettet for 2013. Arbejdet med stationen begyndte i juni 2014, og den officielle indvielse fandt sted 17. august 2015.